# Oldsmobile Bravada
La Bravada è un'autovettura di categoria SUV prodotta dalla Oldsmobile dal 1991 al 2004 in tre serie. Non fu fabbricata nel 1995.

## Il contesto
Prodotta a Moraine, nell'Ohio, era classificata come una vettura mid-size con caratteristiche e rifiniture lussuose. Tutte le serie avevano installato un cambio automatico a quattro rapporti. Le tre generazioni furono montate su due pianali della General Motors differenti: la prima e la seconda serie si basavano sulla piattaforma GMT 330, mentre la terza sul pianale GMT 360. Quest'ultima fu l'unica ad essere venduta anche in Canada. Le prime due serie erano trazione integrale, mentre per la terza era possibile la scelta tra la trazione posteriore e le quattro ruote motrici. 

## La prima serie (1991-1994)
Lanciata nel 1991, la Bravada fu una versione in scala maggiorata della Chevrolet S-10 Blazer, che era un SUV quattro porte prodotto dal 1983. La Bravada fu il primo veicolo con caratteristiche da “autocarro” che fu offerto dalla Oldsmobile dagli anni venti, ed all'epoca del lancio era un modello per il solo mercato statunitense.
Al contrario dei modelli ad essa strettamente imparentati, la Bravada fu la sola offerta con il sistema a quattro ruote motrici Smart Trak, la tappezzeria in pelle ed i paraurti in tinta. La trasmissione era formata dal cambio 4472 della Borg-Warner, che offriva una ripartizione della coppia, tra l'avantreno ed il retrotreno, rispettivamente, del 35% ed il 65%. In caso di perdita d'aderenza era possibile fornire più trazione all'avantreno. Erano inoltre montati di serie il sistema anti bloccaggio e la chiusura centralizzata con telecomando.
Il motore era un V6 a cui fu aumentata la potenza da 160 CV e 200 CV nel 1992. Nella stessa occasione, fu anche leggermente modificato il pannello strumenti per differenziarlo da quello installato sui modelli strettamente imparentati. Nel 1993 fu montata una consolle aggiuntiva con bussola ed indicatore di temperatura, e fu offerta un'opzione che prevedeva distintivi esterni e cerchioni dorati in lega di alluminio. Questa opzione fu disponibile fino al 1994. 

### Motorizzazioni
- 1991 • LB4: 4,3 L di cilindrata, V6, sistema ad iniezione TBI, 160 CV di potenza, 312 N•m di coppia;
- 1992–1994 • L35 Vortec 4300: 4,3 L, V6, sistema ad iniezione CPFI, 200 CV.

## La seconda serie (1996-2001)
La seconda serie della Bravada fu commercializzata nel 1996, creando quindi una discontinuità con la prima generazione, dato che nel 1995 non fu venduta. Questa nuova serie era meno squadrata rispetto alla generazione precedente. La Bravada ora era facilmente distinguibile dalla Chevrolet S-10 Blazer grazie alla nuova calandra stile Oldsmobile, alle ruote in lega speciale ed alle protezioni nella zona inferiore delle fiancate. Il prezzo base includeva l'airbag lato guidatore e le luci diurne. Anche la linea degli interni fu arrotondata, con meno bordi spigolosi e meno forme squadrate. Per mantenere la sua immagine di vettura lussuosa, gli interni vennero resi ancora più ricercati, e così furono ancora più distinguibili da quelli montati sulla Chevrolet S-10 Blazer. Altri tratti distintivi degli interni furono i sedili in pelle, gli inserti in legno ed una consolle centrale con leva del cambio che possedeva il pomello rivestito di pelle. La leva era inoltre installata sul pavimento anziché sul volante come sulla Chevrolet S-10 Blazer. Nel 1997 il sistema anti bloccaggio sulle quattro ruote fu offerto di serie e lo spoiler posteriore non fu più disponibile. Come la serie precedente, anche la seconda generazione era solo disponibile in versione quattro porte e cinque posti.

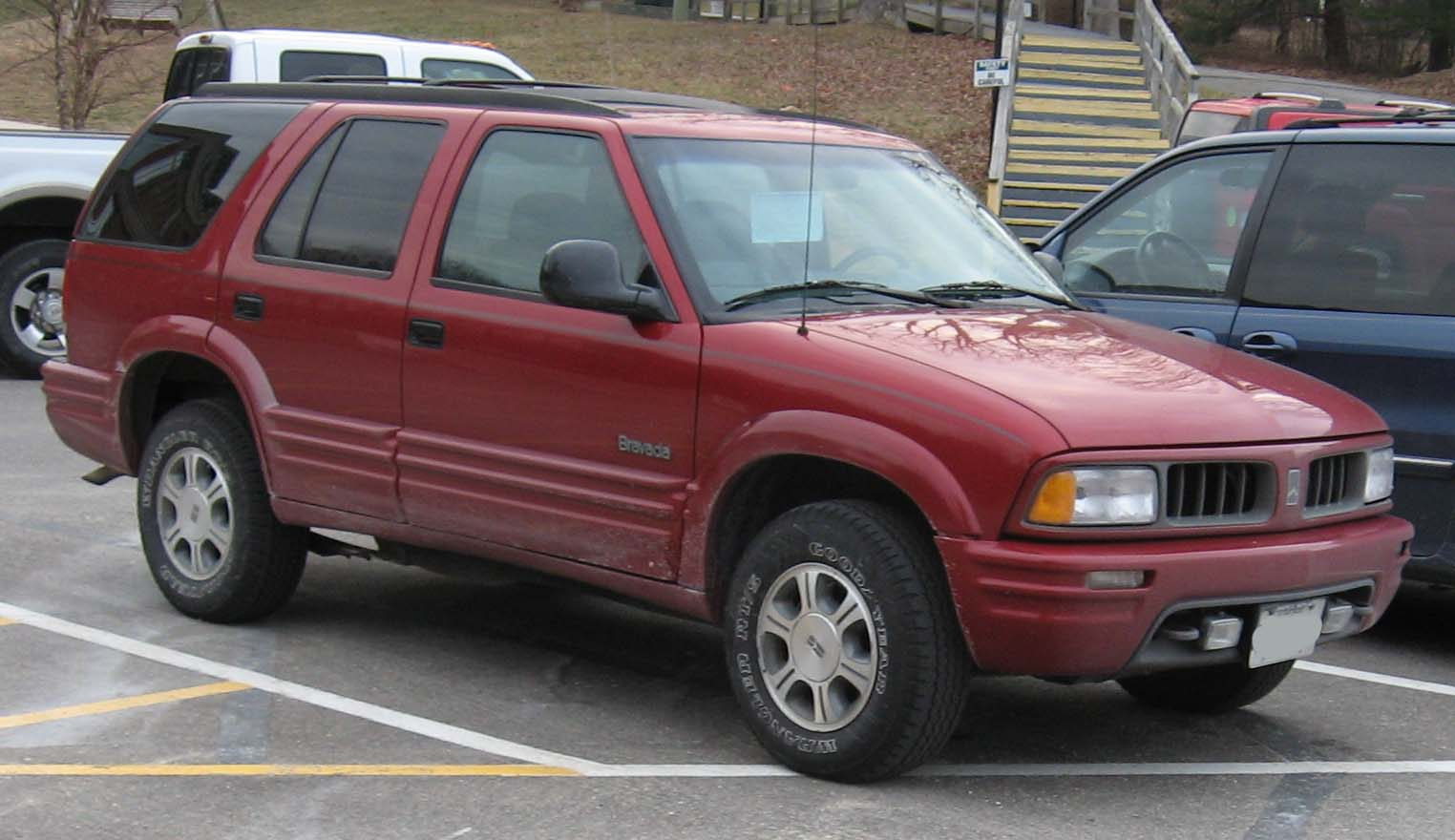
Restyling 1998

Le dimensioni, tranne il passo, variavano in base agli anni di produzione. La lunghezza dal 1996 al 1997 fu di 4.595 mm mentre dal 1998 al 2001 di 4.666 mm. La larghezza fu invece di 1.689 mm dal 1996 al 1997, 1.717 mm dal 1998 al 1999 e 1.722 dal 2000 al 2001, mentre l'altezza fu di 1.605 mm dal 1996 al 1999 e di 1.636 mm dal 2000 al 2001.
La Bravada fu oggetto di un restyling nel 1998. Il sistema a trazione integrale Smart Trak fu dotato di un computer, di sigla NP-136, che agiva come controllo di trazione, e non solo. In condizioni normali infatti la trazione era posteriore, e solamente quando le ruote slittavano lo Smart Trak innestava anche le ruote anteriori. Gli interni furono rivisti, con l'installazione di airbag sia lato guidatore che lato passeggero, sedili riscaldati e un nuovo scudo paraurti che includeva il nuovo logo Oldsmobile di derivazione Aurora. Nel 1999 era disponibile un telefono cellulare della OnStar che in seguito (2001), sarebbe stato integrato nello specchio retrovisore, con accessori come il kit mani libere e l'assistenza virtuale. Nello stesso anno fu aggiunto un impianto audio della Bose. Nel 2000 il motore fu rivisto, sebbene la potenza erogata non cambiò. Un'opzione conosciuta come Platinum Edition, che prevedeva verniciatura a due colori, fu disponibile nello stesso anno. 

### Motorizzazione
- 1996–2001 • L35 Vortec 4300: 4,3 L, V6, sistema ad iniezione CSFI, 190 CV.

## La terza serie (2002-2004)
La terza serie della Bravada fu mostrata al pubblico la prima volta nel febbraio del 2001, e fu la prima vettura montata sul pianale GMT 360 della General Motors, oltre che l'ultimo modello presentato dalla Oldsmobile. Come la Chevrolet TrailBlazer e la GMC Envoy, aveva installato un motore in linea a sei cilindri da 270 CV di potenza denominato Atlas; fu la prima Oldsmbile ad aver installato un propulsore con queste caratteristiche dalla Omega del 1978. All'inizio fu disponibile solo a trazione posteriore, e così la Bravada diventò la prima vettura Oldsmobile con questa caratteristica dal 1992, quando terminò la produzione della Custom Cruiser. Con questa serie, la Bravada fu anche commercializzata in Canada. La terza serie della Bravada fu l'unica vettura installata sul pianale GMT 360 a non aver montato un motore V8.
La produzione della Bravada terminò con la soppressione del marchio Oldsmobile nel 2004. Gli ultimi 500 esemplari prodotti fecero parte di un'edizione speciale, chiamata Final 500, che aveva caratteristiche particolari, come ricami personalizzati sui sedili, loghi Oldsmobile storici sulla carrozzeria, verniciatura color ciliegia scuro, cerchioni in lega speciale di cromo ed una medaglia numerata da 1 a 500 che attestava l'appartenenza dell'esemplare alla serie. L'ultima Bravada uscì dalle catene di montaggio il 12 gennaio del 2004. La chiusura della fabbrica che produceva le vetture fu la protagonista di un documentario della HBO dal titolo “The Last Truck: Closing of a G.M. Plant” (cioè “L'ultimo autocarro: la chiusura di uno stabilimento General Motors”).
Il corpo vettura della Bravada fu utilizzato anche dopo la fine della produzione del modello, e fu montato sulla Buick Rainier dal 2004 al 2007 e sulla Saab 9-7X dal 2005 al 2009. 

### Motorizzazione
- 2002–2004 • LL8, 4,2 L, sei cilindri in linea, 270 CV.